# Söllbach (Fichtenberger Rot)
Der Söllbach ist ein 3,5 km langer Waldbach im Landkreis Schwäbisch Hall in Baden-Württemberg, der durch den südöstlichen Mainhardter Wald fließt und bei Oberrot-Obermühle von links und Nordosten in die Fichtenberger Rot mündet.

## Geographie

### Quelle und Verlauf
Der Söllbach entsteht im südöstlichen Mainhardter Wald zwischen dem näheren Schwäbisch Haller Weiler Sittenhardt und dem ferneren Oberroter Weiler Frankenberg im zur Gemeinde Rosengarten gehörenden Seiterwald auf etwa 484 m ü. NN. Einen Steinwurf entfernt steht die Kommenturhütte in einer kleinen Waldlichtung.
Von hier an fließt er einen knappen halben Kilometer nach Südosten, schwenkt dann auf Südkurs und nimmt zwei kurze linke Zuflüsse auf. Dann umfließt er den Wolfsberg westlich, nimmt nach dessen Passage den Wolfsbach auf, der aus Nordosten vom Golfplatz bei Frankenberg kommt, und zieht südwestlich weiter. Einen Drittelskilometer später mündet der rechte seiner zwei längeren Zuflüsse auf etwa 385,6 m ü. NN, der 2,6 km lange Tiersbach, der noch etwas näher an Sittenhardt entsteht als er selbst, aber auf geraderem Wege hierher fließt. Im spitzen Mündungswinkel steht der Sporn des Köpfles, die Südspitze des von den beiden Bächen eingeschlossenen Kommenturwaldes.
Die Talmulde ist ab hier merklich weiter und ihr Grund liegt nun in offener Flur. Nochmals einen halben Kilometer weiter läuft von links und Osten der ebenfalls 2,6 km lange Altenbach zu, der am Fuß der kleinen Kuppe Frankenbergle entsteht. Wenig danach tritt der Söllbach ins Weichbild des Oberroter Weilers Obermühle ein, hier biegt er nach Westen um den spitzen, südwärts auslaufenden Mündungssporn Kappbach zur Rot, nimmt noch einen kleineren Zufluss von links aus der Mühlreuteklinge östlich der Siedlung auf, und ergießt sich dann auf etwa 366 m von links in die Fichtenberger Rot, von der wenige Schritte danach der Mühlkanal abzweigt.

### Einzugsgebiet
Der Söllbach hat ein Einzugsgebiet von 7,5 km² Größe. Es erstreckt sich im südöstlichen Mainhardter Wald ungefähr zwischen dem südlichen Teil der Sittenhardter Rodungsinsel im Norden und dem Abfall der Hochfläche zur linken Oberroter Talweitung der Fichtenberger Rot im Süden, zwischen der Waldstraße Sittenhardt–Frankenberg im Osten und dem im Süden bei Kornberg auslaufenden Bergrücken linksseits des Tals der „Fichtenberger“ Rot im Westen.
Bei der Mündung beginnend, zieht die Wasserscheide nordwärts den Kamm des Kappbergs hoch nach Kornberg und folgt weiter der Straße von dort nach Sittenhardt, verlässt diese aber, wo sie nach Nordosten abbiegt und erreicht so die Mitte des Birkenhäus. Westlich von ihr liegt hier überall sehr nah die Fichtenberger Rot, so dass überhaupt nur an einer Stelle jenseits Platz für einen kleineren Zufluss zu dieser ist (Eselsklinge).
Vom Birkenhäu läuft die Einzugsgebietsgrenze dann ostnordöstlich – und wenig südlich am namengebenden Schwäbisch Haller Weiler vorbei – über die Sittenhardter Rodungsinsel bis an ihren Ostrand in den Hartäckern, wo auf einer Kuppe mit 512,5 m ü. NN der höchste Punkt im Zulaufbereich des Söllbachs liegt. Auf diesem Abschnitt konkurriert im Norden der durch den Weiler zu Rötenbach und dann Rot abfließende Sittenhardter Bach.
Anschließend zieht die Gewässerscheide etwa auf der Trasse des Waldsträßchens von Sittenhardt nach Frankenberg zunächst ostsüdöstlich bis knapp vor das Wegedreieck westlich der Lichten Platte. Jenseits beginnt hier nah der steile Abfall des Mainhardter Waldes hinunter zur Tiefebene des Rosengartens, den hier der Sanzenbach zur Bibers entwässert. Von da an folgt die Scheidelinie, mit gewissen Schwankungen, weiter der Straße zum Oberroter Weiler Frankenberg, den sie durchquert, um dann dicht hinter dem dichtauf folgenden, der Hochebene aufsitzenden kleinen Frankenbergle 511,2 m ü. NN ein weiteres Wasserscheidendreieck zu erreichen. Das Wasser östlich dieser Grenzstrecke fließt über deren größten Nebenfluss Dendelbach ebenfalls zur Bibers.
Ab dem Dreieckspunkt schließt von nun an jenseits wieder Rot-Einzugsgebiet an. Die Scheide zieht zunächst, der Straße von Frankenberg dorthin südwestlich folgend, bis ans jenseitige Ende Hohenhardtsweilers, auf diesem kurzen Abschnitt konkurriert der der Rot zulaufende Stiersbach. Danach knickt die Trennlinie nach Westen und zieht auf einem Randweg oben dicht am südlichen Abfall der Hochebene durch Kohlwald und dann Amselwald bis an die linke Talkante des Rot-Tals selbst. Bis dahin ist der unmittelbare Konkurrent deren Zufluss Finsterklingenbach. Danach zieht sie in stumpfem Winkel zur Rot zu Tale, durchquert Obermühle und erreicht wieder den Mündungspunkt.

### Zuflusssystem
Liste der Quelläste und Zuflüsse auch höherer Ordnung, jeweils eingerückt unter dem übergeordneten Gewässer, ebenso die durchflossenen  Seen. Aufreihung von der Quelle zur Mündung. Erhoben aus LUBW-FG10/LUBW-SG10 und TK25. Wo möglich und sinnvoll mit Namen, Mündungsseite, Mündungsort und Länge. Gewässerverläufe, -längen und -flächen bevorzugt nach LUBW, Namen bevorzugt nach TK25. Längen auf volle hundert Meter, Flächen auf Zehntelshektar gerundet. Kursivierte Gewässernamen stehen als Eigennamen in einer der benutzten Quellen, ansonsten steht ersatzweise eine beschreibende Bezeichnung, von der dann nur die kursivierten Anteile (Talnamen, Bergnamen, Gewannnamen usw.) Eigennamen aus den Quellen sind.
Ursprung des Söllbachs im Wald etwa 1,2 km südöstlich der Ortsmitte von Schwäbisch Hall-Sittenhardt zwischen Seiterwald im Norden und der Lichtung um das ehemalige Kommenturhaus im Süden, östlich eines Waldwegekreuzes, auf etwa 484 m ü. NN. Etwa 400 m nordwestlich von dort liegt am Waldrand zu den Hartäckern  ein Teich in einer alten Grube, der nach dem Verlauf der Höhenlinien durch den Seiterwald in Richtung zum Söllbach-Ursprung entwässern muss.
- Brenntbach, von links kurz vor dem Südwestknick des Söllbachs auf etwa 424,9 m ü. NN[5], 0,5 km. Entsteht westlich des Greut und südlich des Brenntenhäu.
- (Klingenbach zwischen Greut im Nordosten und Wolfsberg im Süden), von links am Südwestknick des Söllbachs, ca. 0,4 km. Entfließt  einem winzigen Teich neben einer Schlinge eines Waldwegs.
- (Klingenbach aus dem Kommenturwald), von rechts wenig vor dem zweiten Südknick des Söllbachs, ca. 0,5 km.
  -  Durchläuft kurz vor der Mündung einen Teich von 0,1 ha.
- Wolfsbach, von links etwa 300 m vor dem Waldaustritt des Söllbachs gegenüber dem Köpfle, 1,4 km. Entfließt  einem 0,2 ha großen Teich im Hirschgreut auf dem Gelände des Golfplatzes Oberrot-Frankenberg.[6]
  -  Durchzieht etwa 300 m unterhalb einen Teich von 0,1 ha am Rand des Wolfsbergs.
- Tiersbach, durch die Hörnlesklinge, von rechts am Waldaustritt des Söllbachs südlich seines Mündungssporns Köpfle auf etwa 385,6 m ü. NN[5], ca. 2,6 km. Entsteht neben der außerörtlichen Sittenhardter Straße Am Hörnle zwischen zwei isoliert stehenden Gebäudegruppen und läuft die ersten 400 m südwestlich durch eine weite Wiesenmulde.[7]
  -  Durchfließt am Waldrand einen Teich von 0,1 ha.
- Altenbach, von links keine 200 m vor der Ortsgrenze von Oberrot-Obermühle, 2,6 km. Entsteht beim Oberrot-Frankenberger Friedhof am Westfuß des Frankenbergle.
  - (Zufluss aus Richtung Oberrot-Seehölzle), von links, ca. 0,3 km. Entsteht bei Seehölzle und läuft durch  vier kleine Teiche von zusammen 0,1 ha Größe.
  - (Zufluss aus der Gehrnklinge), von rechts, ca. 0,5 km. Die obere Klinge ist beidseits vom südwestlichen Golfplatz umgeben.
  - Gehrsbach (!), von links, 1,0 km. Entspringt einer Quelle am Wiesenhang westlich von Oberrot-Hohenhardtsweiler
    - (Nichtbeständiger Zufluss von der Straße Hohenhardtsweiler–Seehölzle), von rechts am Waldeintritt des Gehrsbachs, ca. 0,4 km. Entsteht auf dem Areal eines Einzelhofes zwischen Hohenhardtsweiler und Seehölzle.
    - (Klingenbach im Kohlwald), von links, ca. 0,3 km.

  - Speist südlich und zu Füßen des Köhlerwaldes (!) einen Teich von 0,1 ha.
- (Bach durch die Mühlreuteklinge), von links an der Straßengabel aus Söllbachweg und Grabenweg in Oberrot-Obermühle, 1,0 km. Entsteht nördlich des Amsel- und westlich des Kohlwaldes und durchläuft dann bald  einen kleinen Teich.

Mündung des Söllbachs nach einem Lauf von 3,5 km bei Oberrot-Obermühle wenige Schritte vor dem Abgang des Mühlkanals auf 365,5 m ü. NN von links in die Fichtenberger Rot.

### Ortschaften
Gut zwei Drittel des Einzugsgebietes sind bewaldet. Von der freien Flurfläche, in der das Grünland dominiert, liegt der deutlich kleinere Teil am untersten Lauf und in der Rottalaue bei der Oberroter Obermühle. Der größere dagegen liegt auf den vom Söllbach und seinen Nebenflüssen zerteilten Hochfläche auf mindestens 460, meist 480 bis 510 m ü. NN in Rodungsinseln. Im Südosten liegen in einer auf dem Gebiet von Oberrot die Weiler Hohenhardtsweiler und Frankenberg, wobei von Hohenhardtsweiler der größere und von Frankenberg nur der kleinere Ortsanteil ins Einzugsgebiet fällt, sowie der Weiler Seehölzle und ein Einzelhof. In der Sittenhardter Rodungsinsel ganz im Norden, die zu Schwäbisch Hall rechnet, entwässern allein zwei kleine isolierte Gebäudegruppen am Rand der obersten Tierbach-Mulde zum Söllbach. Im oben unbewaldeten Bergrücken zwischen Tierbach und Rot ganz im Westen liegt der Kleinweiler Kornberg gerade eben schon jenseits der Wasserscheide. Waldumgeben liegt im Norden das ehemalige Kommenturhaus, die einzige Rosengartener Wohnstätte.
Gemeindlich gehört im Nordwesten weniger als 1 km² des Einzugsgebietes zur Stadt Schwäbisch Hall, im mittleren Bereich eine fast 2½ km² große Waldfläche linksseits des oberen Sollbachs sowie zwischen Söllbach und Tierbach der breite Bergrücken des Hörnles zu Rosengarten. Der größere Rest des Einzugsgebietes liegt auf Oberroter Gemarkung.

### Landschaftsbild
Rund 70 % des Einzugsgebietes sind Wald. Große Flächen in der Mitte und im Süden des Einzugsgebietes – nördlich des Köpfles, bei Kornberg, westlich von Frankenberg und im Amselwald – sind Grundwasserschutzgebiete, die der Oberroter Wasserversorgung dienen.
Dem Bach folgt vom Kommenturhaus an bis zur Rottalstraße an der Mündung ein gut ausgebauter Waldweg – auf seiner Waldstrecke vor dem Tiersbach-Zufluss am rechten unteren Hang, bis zu hundert Meter vom Bachlauf entfernt und bis zu zwanzig Meter über ihm.
Die freie Flur des unteren Tals und der zwei noch zulaufenden Bäche gehören dem Landschaftsschutzgebiet Fichtenberger Rot-, Murr- und Fornsbachtal mit angrenzenden Höhenzügen an.
In der oberen Talung des Brenntbachs liegen nahe der Straße Sittenhardt–Frankenberg im Greut zwei und eine halbe Streuwiese, rechts über dem Tiersbach im Gewann Kleefeld ein Trockenrasen, die alle Naturdenkmale sind.
Die Talauen des Söllbachs und der meisten seiner Zuflüsse nehmen naturnahe Feuchtbiotope ein, die die naturbelassenen Bachläufe begleiten. Am Ostrand des Einzugsgebietes gibt es an den Oberläufen linksseitiger Zuflüsse in der freien Flur auf der Hochebene um Frankenberg einige Feuchtwiesen und Streuwiesen; solche treten auch neben dem Söllbach-Unterlauf nach seinem Waldaustritt auf. Mehrfach gibt es auch im Osten naturnahe Bachabschnitte in der Flur. Den freien Sporn des Kappbergs überzieht Magerrasen.
Das gesamte Einzugsgebiet gehört zum Naturpark Schwäbisch-Fränkischer Wald.

## Geologie
Der Söllbach entspringt im Übergangsbereich des Kieselsandsteins (Hassberge-Formation) zu den darunter liegenden Unteren Bunten Mergeln (Steigerwald-Formation). Lauf und Einzugsgebiet des liegen ganz im Mittelkeuper.
Im Bereich des Söllbach-Mittel- und -Unterlaufes zieht die langreichende ostnordöstlich laufende Senkungszone der Neckar-Jagst-Furche durch die Keuperberglandschaft des östlichen Mainhardter Waldes. Dies hat zur Folge, dass links des Bachlaufs und auf dem Kappberg wegen der Schichtentieflage auf den oberen Bereichen der Hochebene noch Stubensandstein (Löwenstein-Formation) liegt, während wenig nördlich und südlich außerhalb dieser Zone, also rechts des Söllbachs und wenig südlich der linken Wasserscheide, der Kieselsandstein auf ähnlicher Höhe die Schichtenfolge nach oben abschließt. Aus demselben Grund ist die tiefste Schicht, in die der Bach noch einschneidet, der Untere Bunte Mergel, während im Rottal sowohl etwas ober- wie etwas unterhalb der Mündung Gipskeuper (Grabfeld-Formation) an den unteren Hängen liegt. Am Söllbach-Unterlauf werden zwei das Tal querende und also gegen die Großrichtung der Neckar-Jagst-Furche gedrehte Störungen angenommen mit der Tiefscholle jeweils talabwärts.
Auf weiten Abschnitte im Tal und in Nebentälern liegen auf den Hängen Rutschmassen. Die sich zur Mündung zu merklich weitenden quartären Talfüllungen beginnen im unteren Teil des Mitteltals. Den quellnahen flachen Bereich des oberen Tiersbach füllen, fast noch ganz oben auf der Hochebene, dieselben Auensedimente.
Im Stubensandstein liegt beim Kornberger Wasserturm eine Fundstelle von Kieselhölzern und Feuersteinen. Um von Frankenberg wurden früher an drei Stellen darin Sandsteine abgebaut. Beim Straßenstern östlich von Seehölzle steht heute noch am Muldenrand des obersten Altenbachs eine hölzerne Scheune mit auffällig turmartigem Aufbau. Hier wurde geförderter Sandstein angeblich früher zu Sand weiter zerkleinert.